# イシノミ科
イシノミ科(イシノミか、Machilidae)とは、イシノミ目の下位分類の一つである。日本においては5属15種が報告されている。